# Eopterosauria
Clade
Familles de rang inférieur
- †Raeticodactylidae Andres (d) et al., 2014

Eopterosauria est un clade fossile de ptérosaures en position basale.
Selon Paleobiology Database en 2024, ce clade a une famille Raeticodactylidae.

## Historique
Le clade des Eopterosauria est décrit en 2014 par le paléontologue Brian Andres,, en même temps que la famille incluse †Raeticodactylidae Andres (d) et al., 2014.

### Fossiles
Selon Paleobiology Database en 2024, le clade des Eopterosauria a une seule collection référencée de fossiles (multigenres). Cette collection est du Norien du Trias supérieur, c'est-à-dire date de 228 à 208,5 Ma avant notre ère.

### Répartition
Cette collection vient de la « Quebrada del Puma » près de San Juan en Argentine, en Amérique du Sud.

## Description

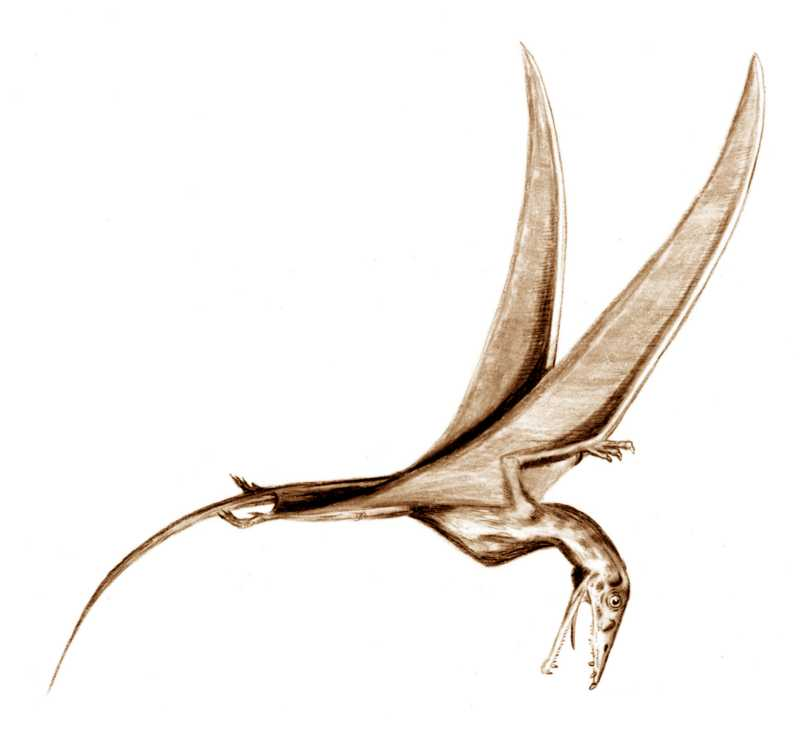
Reconstitution artistique de Eudimorphodon

Eopterosauria est un clade proposé de ptérosaures basaux du Trias. Le terme a été utilisé pour la première fois dans Andres et al. (2014) pour inclure Preondactylus, Austriadactylus, Peteinosaurus et Eudimorphodontidae. À l'intérieur du groupe se trouvaient deux autres nouveaux clades, Preondactylia, qui comprenait Preondactylus et Austriadactylus, et Eudimorphodontoidea, pour inclure Eudimorphodontidae et Raeticodactylidae. Eopterosauria a été défini comme « le clade le moins inclusif contenant Preondactylus buffarinii et Eudimorphodon ranzii ». Le spécimen BSP 1994, précédemment attribué à Eudimorphodon, a été nommé taxon distinct Austriadraco en 2015, et attribué à la nouvelle famille Austriadraconidae, mais aucune classification supplémentaire n'a été décrite. L'analyse phylogénétique suivante suit la topologie d'Andres et al. (2014).

## Classification
Le cladogramme suivant est obtenu après l'analyse en 2014 de Andres (d) et al. et reprise en 2015 par Upchurch et al..
|  | Preondactylus buffarinii  |
|  |                           |
|  | Austriadactylus cristatus |
|  |                           |

|  | Raeticodactylus filisurensis |
|  |                              |
|  | Caviramus schesaplanensis    |
|  |                              |

|  | Arcticodactylus cromptonellus                                                      |
|  |                                                                                    |
|  | \| \| Carniadactylus rosenfeldi \| \| \| \| \| \| Eudimorphodon ranzii \| \| \| \| |
|  |                                                                                    |
|  | Carniadactylus rosenfeldi                                                          |
|  |                                                                                    |
|  | Eudimorphodon ranzii                                                               |
|  |                                                                                    |

|  | Carniadactylus rosenfeldi |
|  |                           |
|  | Eudimorphodon ranzii      |
|  |                           |

|  | Raeticodactylus filisurensis |
|  |                              |
|  | Caviramus schesaplanensis    |
|  |                              |

|  | Arcticodactylus cromptonellus                                                      |
|  |                                                                                    |
|  | \| \| Carniadactylus rosenfeldi \| \| \| \| \| \| Eudimorphodon ranzii \| \| \| \| |
|  |                                                                                    |
|  | Carniadactylus rosenfeldi                                                          |
|  |                                                                                    |
|  | Eudimorphodon ranzii                                                               |
|  |                                                                                    |

|  | Carniadactylus rosenfeldi |
|  |                           |
|  | Eudimorphodon ranzii      |
|  |                           |

|  | Raeticodactylus filisurensis |
|  |                              |
|  | Caviramus schesaplanensis    |
|  |                              |

|  | Arcticodactylus cromptonellus                                                      |
|  |                                                                                    |
|  | \| \| Carniadactylus rosenfeldi \| \| \| \| \| \| Eudimorphodon ranzii \| \| \| \| |
|  |                                                                                    |
|  | Carniadactylus rosenfeldi                                                          |
|  |                                                                                    |
|  | Eudimorphodon ranzii                                                               |
|  |                                                                                    |

|  | Carniadactylus rosenfeldi |
|  |                           |
|  | Eudimorphodon ranzii      |
|  |                           |

|  | Raeticodactylus filisurensis |
|  |                              |
|  | Caviramus schesaplanensis    |
|  |                              |

|  | Arcticodactylus cromptonellus                                                      |
|  |                                                                                    |
|  | \| \| Carniadactylus rosenfeldi \| \| \| \| \| \| Eudimorphodon ranzii \| \| \| \| |
|  |                                                                                    |
|  | Carniadactylus rosenfeldi                                                          |
|  |                                                                                    |
|  | Eudimorphodon ranzii                                                               |
|  |                                                                                    |

|  | Carniadactylus rosenfeldi |
|  |                           |
|  | Eudimorphodon ranzii      |
|  |                           |

|  | Preondactylus buffarinii  |
|  |                           |
|  | Austriadactylus cristatus |
|  |                           |

|  | Raeticodactylus filisurensis |
|  |                              |
|  | Caviramus schesaplanensis    |
|  |                              |

|  | Arcticodactylus cromptonellus                                                      |
|  |                                                                                    |
|  | \| \| Carniadactylus rosenfeldi \| \| \| \| \| \| Eudimorphodon ranzii \| \| \| \| |
|  |                                                                                    |
|  | Carniadactylus rosenfeldi                                                          |
|  |                                                                                    |
|  | Eudimorphodon ranzii                                                               |
|  |                                                                                    |

|  | Carniadactylus rosenfeldi |
|  |                           |
|  | Eudimorphodon ranzii      |
|  |                           |

|  | Raeticodactylus filisurensis |
|  |                              |
|  | Caviramus schesaplanensis    |
|  |                              |

|  | Arcticodactylus cromptonellus                                                      |
|  |                                                                                    |
|  | \| \| Carniadactylus rosenfeldi \| \| \| \| \| \| Eudimorphodon ranzii \| \| \| \| |
|  |                                                                                    |
|  | Carniadactylus rosenfeldi                                                          |
|  |                                                                                    |
|  | Eudimorphodon ranzii                                                               |
|  |                                                                                    |

|  | Carniadactylus rosenfeldi |
|  |                           |
|  | Eudimorphodon ranzii      |
|  |                           |

|  | Raeticodactylus filisurensis |
|  |                              |
|  | Caviramus schesaplanensis    |
|  |                              |

|  | Arcticodactylus cromptonellus                                                      |
|  |                                                                                    |
|  | \| \| Carniadactylus rosenfeldi \| \| \| \| \| \| Eudimorphodon ranzii \| \| \| \| |
|  |                                                                                    |
|  | Carniadactylus rosenfeldi                                                          |
|  |                                                                                    |
|  | Eudimorphodon ranzii                                                               |
|  |                                                                                    |

|  | Carniadactylus rosenfeldi |
|  |                           |
|  | Eudimorphodon ranzii      |
|  |                           |

|  | Raeticodactylus filisurensis |
|  |                              |
|  | Caviramus schesaplanensis    |
|  |                              |

|  | Arcticodactylus cromptonellus                                                      |
|  |                                                                                    |
|  | \| \| Carniadactylus rosenfeldi \| \| \| \| \| \| Eudimorphodon ranzii \| \| \| \| |
|  |                                                                                    |
|  | Carniadactylus rosenfeldi                                                          |
|  |                                                                                    |
|  | Eudimorphodon ranzii                                                               |
|  |                                                                                    |

|  | Carniadactylus rosenfeldi |
|  |                           |
|  | Eudimorphodon ranzii      |
|  |                           |

Dans une étude de 2020 sur les interrelations entre les premiers ptérosaures réalisée par Matthew G. Baron, aucune preuve n'a été trouvée pour soutenir l'existence d'Eopterosauria en tant que clade divergent précoce au sein des Pterosauria. Au lieu de cela, les résultats de ces analyses ultérieures ont suggéré que la plupart des ptérosaures appartiennent soit à Caviramidae, soit à Zambellisauria, avec seulement un petit nombre de taxons se situant dans une position plus « basale ». Les analyses présentées par Baron (2020) ont confirmé les hypothèses précédentes présentées dans des recherches publiées au cours des deux années précédentes,.

### Publication originale
- [2014] (en) Brian Andres, J. Clark et X. Xu, « The earliest pterodactyloid and the origin of the group », Current Biology, vol. 24,‎ 2014, p. 1011-1016 (DOI 10.1016/j.cub.2014.03.030).